# Molophilus diacanthus
Molophilus diacanthus är en tvåvingeart som beskrevs av Alexander 1971. Molophilus diacanthus ingår i släktet Molophilus och familjen småharkrankar. Inga underarter finns listade i Catalogue of Life.